# معتز عبد الله
معتز عبد الله هو حارس مخضرم كانت بدايته في الامارات مع نادي العين. بعد منحه الجنسية الإماراتية مثل منتخب الإمارات في 25 مناسبة. حقق عدة بطولات مع نادي العين أبرزها كأس آسيا لأبطال الدوري. وأيضًا لعب لأندية والوحدة والشعب والإمارات وعجمان.
بدأ عبد الله مسيرته الكروية في فرق شباب نادي السد في قطر، البلد الذي ولد ونشأ فيه. انضم إلى العين عام 1998 وكان أحد حراس المرمى الثلاثة للفريق.

## الإنجازات
- ألقاب الدوري الإماراتي: 99/2000، 2001/2002، 2002/2003، 2003/2004
- كأس رئيس الدولة: 1998/1999، 2000/2001، 2004/2005، 2005/2006، 2008/2009
- كأس الاتحاد الإماراتي: 2004/2005، 2005/2006
- دوري أبطال آسيا: 2003
- كأس السوبر الإماراتي : 2002/2003
- كأس اتصالات الإمارات 2008/2009

## روابط خارجية
- معتز عبد الله على موقع قاعدة بيانات كرة القدم.إي يو (الإنجليزية)
- معتز عبد الله على موقع ناشيونال فوتبول تيمز (الإنجليزية)